# Llista de governadors de Baixa Califòrnia

Escut de Baixa Califòrnia

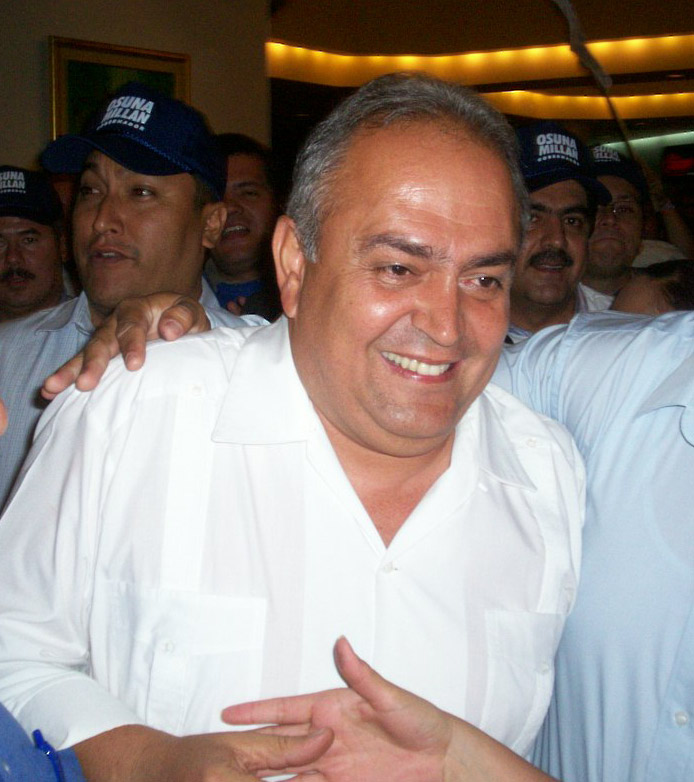
José Guadalupe Osuna Millán

Aquesta és la llista de governadors de Baixa Califòrnia. Segons la Constitució Política de l'Estat Lliure i Sobirà de Baixa Califòrnia, l'exercici del Poder Executiu d'aquesta entitat mexicana, es diposita en un sol individu, que es denomina Governador Constitucional de l'Estat Lliure i Sobirà de Baixa Califòrnia i que és elegit per a un període de 6 anys, no reelegible per cap motiu. El període governamental comença el dia 1 de novembre de l'any de l'elecció i acaba el 31 d'octubre després d'haver transcorregut sis anys.
L'actual estat de Baixa Califòrnia va tenir el seu origen en 1888, quan l'aleshores President Porfirio Díaz, va decretar la divisió del Territori Federal de la Baixa Califòrnia en dos districtes, el nord i el sud, la capital i la major part de la població de l'antic territori havia estat en el sud, més proper al país via marítima i el nord, aïllat pel mar i pel desert havia tingut àdhuc menys desenvolupament, cap a la fi del segle xix això va començar a canviar i va anar per això que es va fer necessària la divisió en dos districtes, la capital inicial del Districte Nord va ser el port d'Ancorada, i cadascun dels dos districtes quedo governat per un Cap Polític designat pel territori, encara que oficialment seguien sent una sola unitat territorial. La constitució de 1917 va mantenir l'existència del Territori Federal dividit en dos districtes, però va canviar la denominació dels Caps Polítics a Governadors, i aquesta divisió es va mantenir fins a 1931 en què finalment es van erigir els Districtes en dos Territoris Federals independents entre si, i finalment el 1952 el territori nord es va convertir en l'Estat Lliure i Sobirà de Baixa Califòrnia.
Els individus que han ocupat el govern de l'Estat de Baixa Califòrnia, en les seves diferents denominacions, han estat els següents:

## Caps Polítics del Districte Nord del Territori Federal de la Baixa Califòrnia
- (1851): Francisco Javier del Castillo Negrete
- (¿1855?): José María Oñate
- (¿1856?): Francisco de Paula Ferrer
- (1854) -(1856): José María Larroque
- (1854) - (1859): José Castro (polític)
- (1859) - (1861): José Sáenz
- (1861) - (1868): Juan Mendoza (Mèxic) i Feliciano Ruiz Esparza, Cecilio Zérega
- (1868): Manuel Clemente Rojo
- (1876 (o 1873)): José María Villagrana
- (1876): José Matías Moreno, Brígido Castejón
- ¿(1879)? : Ignacio Alas
- (1881) - (1884): José María Rangel
- (1884) - (1886): Agustín Sanginés Calvillo
- (1886) - (1887): Jorge Ryerson
- (1887) - (1888): Pablo Pozo (polític)
- (1888 - 1889): Luis E. Torres
- (1889): Bonifacio Topete
- (1889 - 1892): Luis E. Torres
- (1892 - 1893): José María Ross
- (1893 - 1894): Rafael García Martínez
- (1894 - 1902): Agustín Sanginés Calvillo
- (1902 - 1903): Abraham Arróniz
- (1903 - 1911): Celso Vega
- (1911): Miguel Mayoral
- (1911 - 1912): Manuel Gordillo Escudero
- (1912): Jacinto Barrera
- (1912 - 1913): Carlos R. Ptanik
- (1913): José Dolores Espinoza y Ayala
- (1913): Miguel R. Gómez
- (1913 - 1914): Francisco N. Vásquez
- (1914): Baltasar Avilés
- (1914 - 1915): David Zárate Zazueta
- (1915 - 1917): Esteban Cantú Jiménez

## Governadors del Districte Nord del Territori Federal de la Baixa Califòrnia
- (1917 - 1920): Esteban Cantú Jiménez
- (1920): Luis M. Salazar
- (1920 - 1921): Manuel Balarezo
- (1921): Epigmenio Ibarra Jr.
- (1921 - 1922): Lucas B. Rodríguez
- (1922 - 1923): José Inocente Lugo
- (1923 - 1930): Abelardo L. Rodríguez
- (1930): José María Tapia Freyding
- (1930): Arturo M. Bernal Navarrete
- (1930 - 1931): Carlos Trejo y Lerdo de Tejada

## Governadors del Territori Federal Nord de la Baixa Califòrnia
- (1931): Carlos Trejo y Lerdo de Tejada
- (1931 - 1932): Agustín Olachea
- (1932): Arturo M. Elías
- (1932 - 1935): Agustín Olachea
- (1935 - 1936): Gildardo Magaña
- (1936): General Gabriel Gavira
- (1936 - 1937): Rafael Navarro Cortina
- (1937 - 1944): Rodolfo Sánchez Taboada
- (1944 - 1946): Juan Felipe Rico Islas
- (1946 - 1947): Alberto Vega Alderete
- (1947 - 1952): Alfonso García González

## Governadors de l'Estat Lliure i Sobirà de Baixa Califòrnia
- (1952 - 1953): Alfonso García González
- (1953 - 1959): Braulio Maldonado Sández  primer governador electe en les primeres eleccions de l'estat, acusat de frau electoral pel candidat del PAN, Francisco Cañedo
- (1959 - 1964): Eligio Esquivel Méndez  mort en el càrrec, acusat de frau electoral pel candidat i contrincant panista Salvador Rosas Magallón
- (1964 - 1965): Gustavo Aubanel Vallejo, governador interí.
- (1965 - 1971): Raúl Sánchez Díaz Martell
- (1971 - 1977): Milton Castellanos Everardo
- (1977 - 1983): Roberto de la Madrid Romandía
- (1983 - 1988): Xicoténcatl Leyva Mortera  acusat de frau electoral a les eleccions de 1983 pel seu contrincant, el panista Hector Teran Teran, i destituït per Carlos Salinas de Gortari en no impedir la victòria de Cuauhtémoc Cárdenas a les eleccions de 1988
- (1988 - 1989): Óscar Baylón Chacón, governador interí
- (1989 - 1995): Ernesto Ruffo Appel
- (1995 - 1998): Héctor Terán Terán  mort en el càrrec
- (1998 - 2001): Alejandro González Alcocer, gobernador interino
- (2001 - 2007): Eugenio Elorduy Walther
- (2007 - 2013): José Guadalupe Osuna Millán
- (2013 - 2019): Francisco Vega de Lamadrid